# Чеська національна рада
Чеська національна рада (чес. Česká národní rada, скорочено ЧНР) - законодавчий орган Чеської Соціалістичної Республіки, згодом Чеської Республіки у складі ЧСФР, що функціонував з 1 січня 1969 р.  по 31 грудня 1992 р. На території республіки це був вищий орган державної влади.  1 січня 1993 року разом із незалежністю Чехії відповідно до пункту 1 статті 106 Конституції Чехії, ЧНР була перетворена на Палату депутатів парламенту Чеської Республіки .

## Утворення

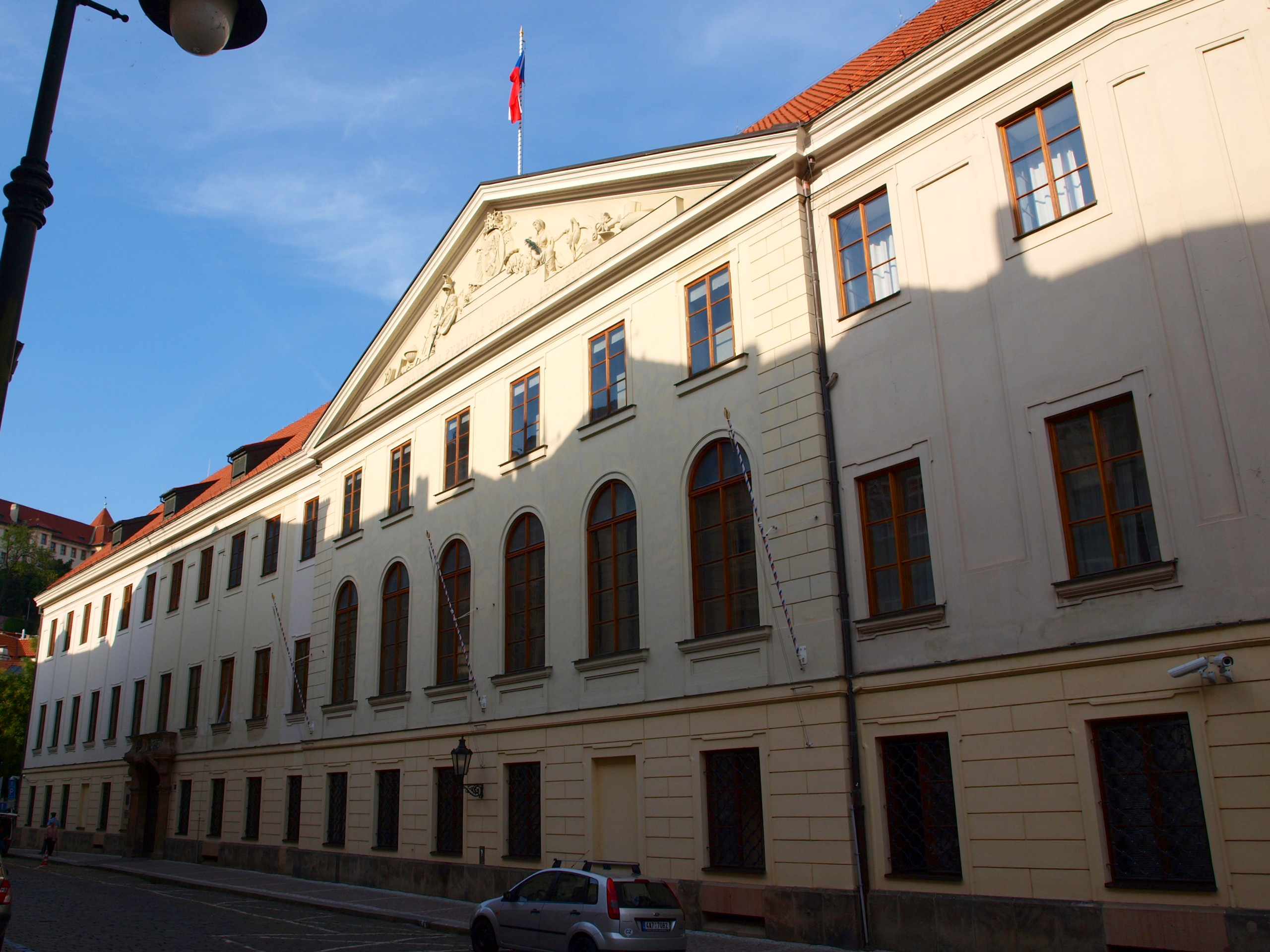
Тунівський палац в м. Прага, місце засідань ЧНР

Чеська національна рада була створена в 1968 році на підставі Конституційного закону № 77/1968  "Про підготовку федеральної ладу Чехословацької Соціалістичної Республіки" як "тимчасовий орган конституційного політичного представництва чеської нації" із 150 депутатів. Вона виникла в рамках підготовчої роботи зі встановлення у майбутньому часткової автономії Чеської Соціалістичної Республіки як парламент цієї республіки. Перші депутати були обрані 10 липня 1968 року опосередковано Національними зборами на пропозицію Національного фронту з депутатів Національних зборів, обраних у чеських регіонах, та з видатних представників чеського громадського життя. Водночас було обрано її голову. Заступники, президія та комітети були обрані 21 липня. З моменту свого утворення вона розміщувався у Тунівському палаці на вулиці Снємовні в празькому районі Мала Страна, в приміщенні колишнього Ландтагу та в майбутній будівлі Палати депутатів парламенту Чехії.
З 1 січня 1969 р. по 31 грудня 1992 р. на підставі Конституційного закону № 143/1968 про чехословацьку федерацію, ЧНР була парламентом Чеської Соціалістичної Республіки (згодом Чеської Республіки) в рамках формально федералізованої Чехословацької Соціалістичної Республіки (пізніше Чеської і Словацької Федеративної Республіки), що складався з 200 депутатів, обраних на чотирирічний, після внесення змін Конституційним законом № 43/1971 - на п'ятирічний термін. Існуюча ЧНР була доповнена кооптацією ще 50 депутатів 21 грудня 1968 року, наступні прямі вибори відбулися в 1971, 1976, 1981, 1986, 1990 і 1992 роках.

## Становище Чеської національної ради
Чеська національна рада обрала та відкликала свою президію у складі голови ЧНР, заступників голови та інших членів. Президія функціонувала безперервно, у період між сесіями ЧНР їй було дозволено здійснювати парламентські повноваження, за винятком прийняття конституційних законів та бюджету республіки. У цей період замість законів вона могла приймати так звані законні заходи, оприлюднювалися так само, як закони і які мали бути затверджені на найближчому засіданні ЧНР, інакше вони втрачали чинність. Важливим повноваженням президії було призначення та усунення прем'єр-міністра та інших членів уряду республіки та надання їм доручень на керівництво республіканськими міністерствами. Вона також оголошувала вибори до ЧНР. Голова представляв Чеську національну раду у відносинах з іншими органами, скликав та головував на її засіданнях, підписував закони та приймав присягу членів республіканського уряду. Окрім президії, ЧНР також утворювала й різні комітети, наприклад конституційно-правовий, як свої ініціативні та контрольні органи.
Чеська національна рада могла видавати власні закони, якщо це не стосувалося питань, що належали до компетенції усієї федерації. Законопроєкт могли вносити як депутати, цілі комітети, так і уряд республіки. Рада мала кворум, якщо була присутня абсолютна більшість усіх депутатів, для прийняття закону було потрібно згода більшості присутніх, а для Конституційного закону - згода 3/5 усіх депутатів. Прийнятий закон підписувався головою ЧНР та прем'єр-міністром республіканського уряду, його оприлюднювала президія. Однак, хоча в 1969–1971 рр. було прийнято 33 закони, у наступний період до 1989 р. лише 97 законів, переважно щорічні державні бюджети та господарські плани.
Він також міг обговорювати основні питання внутрішньої політики, затверджувати бюджет і державний підсумковий рахунок республіки, а також подавати проєкти загальнодержавних законів до Федеральних зборів. Однак у період нормалізації вона найчастіше голосувала за призначення професійних суддів. Щодо республіканського уряду, хоча його голова та інші члени призначалися президією ЧНР, уряд після призначення повинен був отримати довіру з боку всієї ЧНР. Остання вона могла контролювати діяльність уряду, скасовувати його незаконні постанови чи розпорядження, подавати депутатські запити йому та його окремих членів, а також могла висловити свою недовіру, що супроводжувалось відставкою уряду. Вона також могла висловити недовіру лише одному члену уряду.

## Політичні зміни у 1989 та 1990 роках
18 грудня 1989 р. подали у відставку голова, заступник голови, голови комітетів та інші члени президії ЧНР, тогочасний голова Йозеф Кемпни заяву про відставку надіслав листом до ЧНР від 7 грудня 1989 р. Того ж дня (18 грудня) було обрано нове керівництво ЧНР, новим головою було обрано соціал-демократа Ярослава Шафаржика.
Відповідно до Конституційного закону від 23 січня 1990 р. № 14/1990 "Про відкликання депутатів законодавчих зібрань та вибори нових депутатів національних комітетів" могли бути відкликані своєю політичною партією або органом Національного фронту за згодою з Громадянським форумом ті депутати ЧНР, які в інтересах врегулювання балансу політичних сил, або ж враховуючи їх попередню діяльність, не надали гарантій розвитку політичної демократії. З 23 січня по 6 лютого 1990 року 46 депутатів подали у відставку, а 18 було відкликано. 6 лютого 1990 року було обрано 64 нових депутатів ЧНР.

## Голови Чеської національної ради
- 1968–1969 Честмір Цісарж
- 1969–1981 Євжен Ербан
- 1981–1989 Йозеф Кемпни
- 1989–1990 Ярослав Шафаржик
- 1990–1992 Дагмар Бурешова
- 1992 Мілан Угде

## Склад
З перших 150 депутатів Чеської національної ради 85 були членами Комуністичної партії, 22 Чехословацької соціалістичної партії, 22 Чехословацької народної партії та 21 позапартійних.

### Чеська національна рада 1990–1992
| 33                                 | 20                              | 23                                                              | 124                 |
| Комуністична партія Чехословаччини | Християнсько-демократичний союз | Рух за самоврядну демократію – Об'єднання за Моравію та Сілезію | Громадянський форум |

### Чеська національна рада / Палата депутатів 1992–1996
| 35                    | 16                                | 16                         | 15                                                             | 14                                                              | 14                                | 10                               | 66                               | 14                                                               |
| Лівий блок (коаліція) | Чеська соціал-демократична партія | Ліберально-соціальний союз | Християнсько-демократичний союз – Чехословацька народна партія | Рух за самоврядну демократію – Об'єднання за Моравію та Сілезію | Громадянсько-демократичний альянс | Християнсько-демократична партія | Громадянська демократична партія | Об’єднання за республіку – Республіканська партія Чехословаччини |